# محمد جاسم العلي
محمد جاسم العلي (مواليد الدوحة، قطر 1954[بحاجة لمصدر]) إعلامي قطري أول مدير عام لشبكة الجزيرة. شغل هذا المنصب منذ أن تأسست قناة الجزيرة في عام 1996 وترك المنصب عام 2003 ليخلفه وضاح خنفر.
نال بكالوريوس الآداب والتربية عام 1977 من جامعة قطر.

## الخبرات
- عمل في تلفزيون قطر منذ عام 1975م بقسم التنسيق والتنفيذ.
- خلال الفترة من 1976 إلى 1989 تدرج في عدة وظائف مختلفة في تلفزيون قطر، منها مساعد مخرج، ومخرج، ورئيس قسم التنسيق والتنفيذ، ومراقب عام البرامج.
- انتدب عام 1990 للعمل في الإمارات العربية المتحدة للإسهام في إنشاء تلفزيون الشارقة، وفي عام 1990 عمل فيه مراقباً عاماً للبرامج.
- بعد انتهاء مدة الانتداب عاد إلى قطر ليعمل مساعداً لمدير التلفزيون، ثم مديراً لإدارة التلفزيون.
- عضو في مجلس إدارة قناة الجزيرة الفضائية  التي تأسست عام 1996م.
- مدير قناة الجزيرة الفضائية من عام 1996 وحتى 2003.
- ناشط على مواقع التواصل الاجتماعي وخصوصاً السناب شات .